# Pour être un bon marin
Pour plus de détails, voir Fiche technique et Distribution.
Pour être un bon marin (titre original : How to Be a Sailor) est un court métrage d'animation américain de la série de Dingo réalisé par Jack Kinney et produit par les studios Disney, sorti le 28 janvier 1944.

## Synopsis
Dingo essaye de faire apprendre au spectateur comment être un bon marin... ainsi que l'histoire de la navigation depuis les premières embarcations ou navires de guerre engagés contre la flotte japonaise en 1939-1945.

## Fiche technique
- Titre original : How to Be a Sailor
- Autres titres[1] :
  - France : Pour être un bon marin
  - Suède : Jan Långben ohoj, Ohoj kapten Långben
- Série : Dingo sous-série Comment faire
- Réalisateur : Jack Kinney
- Scénario : Carl Barks, Jack Kinney et Ralph Wright
- Voix[1]: Pinto Colvig (Dingo), John McLeish (narrateur)
- Producteur : Walt Disney
- Société de production : Walt Disney Productions
- Distributeur : RKO Radio Pictures
- Date de sortie : 28 janvier 1944[2]
- Format d'image : Couleur (Technicolor)
- Son : Mono (RCA Sound System)
- Durée : 7 min 07 s[3]
- Langue : Anglais
- Pays :  États-Unis

## Voix françaises

### 1erdoublage (1970)
- Roland Ménard : le narrateur

### 2edoublage (exploité dansSi Disney m'était conté, 1973)
- Jacques Dynam : le narrateur / Dingo

### 3edoublage (1989)
- Philippe Dumat : le narrateur
- Roger Lumont : Dingo
- Michel Vocoret : Un pirate
- Gérard Rinaldi : Dingo (version alternative 1991)